# Ускат
Ускат — река в России, протекает по Прокопьевскому и Новокузнецкому районам Кемеровской области. Устье реки находится в 546 км по левому берегу реки Томь. Длина — 43 км. Площадь бассейна — 1500 км².
Берёт начало при слиянии реки Кривой Ускат и реки Прямой Ускат.
Вблизи реки находится несколько крупных угледобывающих предприятий, которые сильно загрязняют Ускат и его притоки.

## Бассейн
- 11 км: Тагарыш
- 22 км: Кыргай
  - 14 км: Талда
- 25 км: Кыргайчик
- 38 км: Нижняя Тыхта
  - 6 км: Челя
- 40 км: Верхняя Тыхта
  - 1 км: Кольчегиз
- 43 км: Прямой Ускат
  - 12 км: Тугай
  - 18 км: Калзагай
  - 30 км: Чикманчиха
- 43 км: Кривой Ускат
  - 9 км: Ельнахта
  - 31 км: Каргайлинка

## Данные водного реестра
По данным государственного водного реестра России относится к Верхнеобскому бассейновому округу, водохозяйственный участок реки — Томь от города Новокузнецк до города Кемерово, речной подбассейн реки — Томь. Речной бассейн реки — (Верхняя) Обь до впадения Иртыша.

## История
В 1970-х годах планировалось в долине реки Ускат построить новый город.